# キンタマーニ・ドッグ

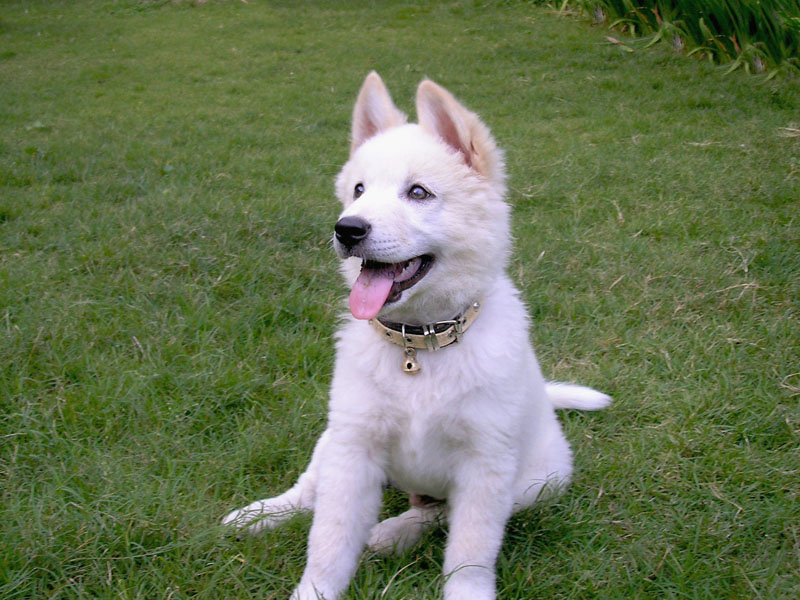
白のキンタマーニ・ドッグ

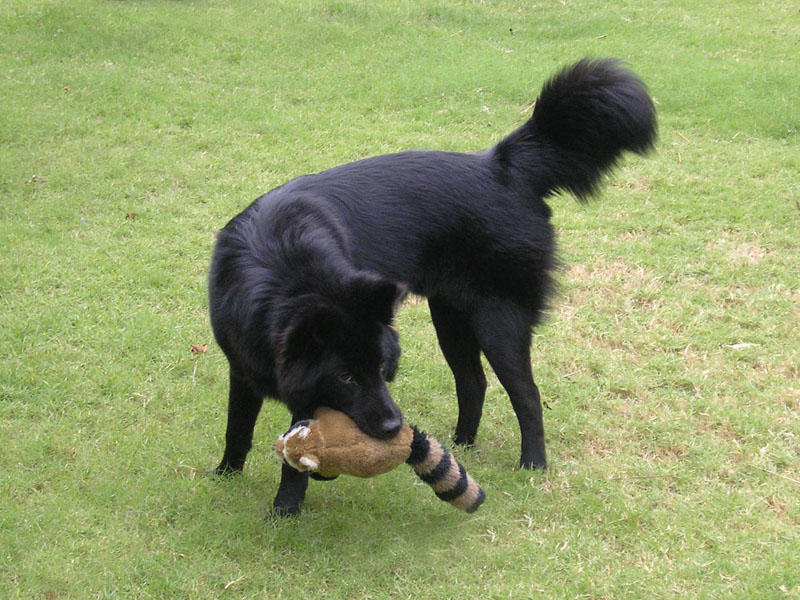
黒のキンタマーニ・ドッグ

キンタマーニ・ドッグ（英：Kintamani 
Dog）とは、インドネシアのバリ島にあるキンタマーニ村原産の犬種である。

## 歴史
起源はさまざまな憶測が飛び交っているが、およそ600年前にバリ島に食用としてつれてこられたチャウチャウと地元の犬が交雑してできたものがもとになっていると言われている。島内の約半数のキンタマーニ・ドッグはペット若しくは番犬として飼育され、純血を保つために管理された交配が行われているが、もう半分の犬は半野良生活を行っている。こちらは特定の人や観光客からえさをもらって食料を調達し、家の軒下や木の下などに穴を掘って子育てをしたり眠ったりしている。人に飼われているものは番犬として優秀に働くが、警戒心が強いため人馴れは遅い。
キンタマーニ・ドッグの大半がバリ島内でのみ飼育・生活しており、海外で見かけることは少ない。しかし、観光客が来島の記念に持ち帰って飼育するということも少数行われている。

## 特徴
スピッツタイプの犬種で、目はアーモンド形で中くらいの大きさである。立ち耳・垂れ尾又は巻き尾でショートコート、毛色はブラック、ホワイト、アプリコットなどがある。体高は雄40～55cm、雌45～50cmの中型犬。性格は愛情深く忠実、勇猛果敢で、見知らぬ人に対しては心をなかなか開かず、激しく吠えることもある。ただし、半野良生活をしている犬は殆んどが人になれているため、吠えない個体も少なくない。しかし、機嫌の悪いときに触ろうとすると噛まれることもあるので、スキンシップを図るならば、犬の表情をよく見てから触るべきである。

## 参考
- 『デズモンド・モリスの犬種事典』（誠文堂新光社）デズモンド・モリス著書、福山英也、大木卓訳 誠文堂新光社、2007年